# Pronephrium amboinense
Pronephrium amboinense är en kärrbräkenväxtart som först beskrevs av Carl Ludwig Willdenow, och fick sitt nu gällande namn av Holtt. Pronephrium amboinense ingår i släktet Pronephrium och familjen Thelypteridaceae. Inga underarter finns listade.